# 최태능
최태능(崔泰能, 1909년 2월 29일 ~ 1987년 4월 17일)은 대한민국의 국회의원이다.

## 학력
- 휘문고등보통학교졸업

## 경력
- 흥해중학재단이사장
- 민주당 영일군당 위원장

## 역대 선거 결과
|  | 21.30% |

|  | 17.77% |

|  | 8.83% |

|  | 14.42% |

|  | 37.50% |

|  | 5.92% |

## 참고 자료
- 최태능 - 대한민국헌정회